# Políptico de Santo Elói dos Ourives
As Portas do Retábulo de Santo Elói dos Ourives é um conjunto de pinturas pintadas no período 1526-1529 pelo pintor português renascentista Pedro Nunes que desenvolveu actividade em Barcelona, pinturas que decoraram as duas portas de madeira do Retábulo de Santo Elói dos Ourives da Basílica das Mercês de Barcelona e que está actualmente no Museu Nacional de Arte da Catalunha, em Barcelona.

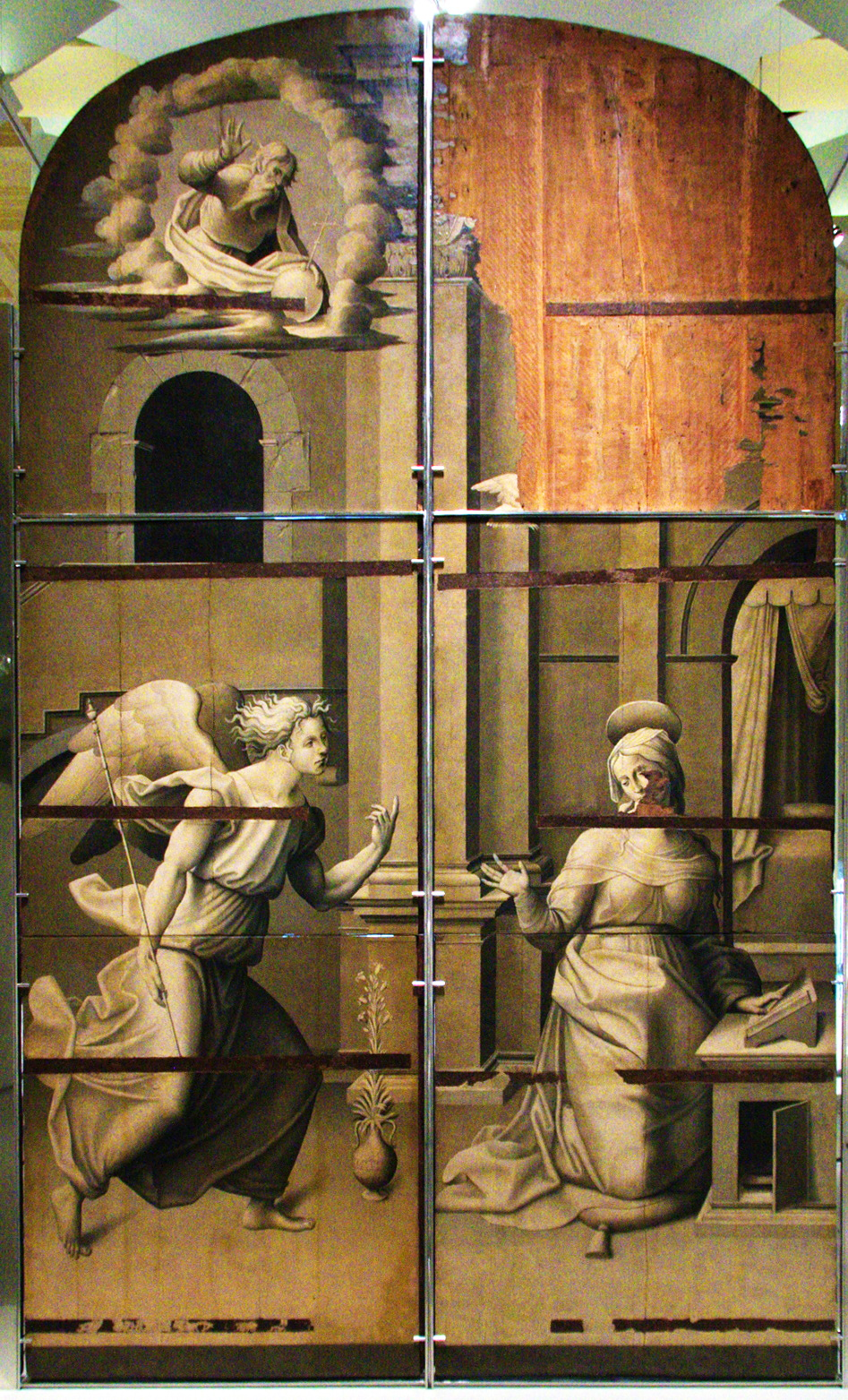
Anunciação, o reverso das Portas, visível quando estavam fechadas.

O Retábulo de Santo Elói dos Ourives foi entalhado em 1510 por Pere Torrent e pelo escultor Joan Petit Monet para a Capela do Grémio dos Ourives da Basílica das Mercês de Barcelona.
Pedro Nunes protagonizou um dos discursos pictóricos mais atractivos da primeira metade do século XVI na Catalunha, reflectindo as suas obras influência das gravuras de Albrecht Dürer, bem como o conhecimento das obras de Rafael e Michelangelo, diretamente ou através de estampas de Marcantonio Raimondi e de Marco Dente. Nicole Dacos referiu, em 1993, a possibilidade de Pedro Nunes ter recebido formação em Itália e ter participado nas pinturas murais do Vaticano o que poderia explicar grande parte da beleza da sua obra.

## História
A construção do retábulo de Santo Elói durou dezanove anos, entre 1510 e 1529. Em 1510, a Confraria dos Ourives de Barcelona encomendou a Pere Torrent a talha do retábulo para a sua capela, e em 1516 o escultor Juan Petit Monet, colega de Bartolomeu Ordoriez, executou as imagens de S. Elói, S. João Baptista e Santo André pelo preço de cinquenta e quatro ducados de ouro. Em 1521, a confraria contratou adicionalmente o escultor português Diogo Pires..
Acabada a obra de talha, em 03 de janeiro de 1526, a Confraria de Ourives de Barcelona encomendou ao pintor Pedro Nunes a pintura e douramento do retábulo da sua capela, na Igreja das Mercês pelo preço de 330 ducados de ouro, pagos em parcelas anuais. O contrato estipulava que deveria dourar e pintar toda a obra de talha e as portas "... fazendo nestas a história ou imagens que os ditos (mestres) quiserem e digam (...) e haverá de pintar da parte de fora das ditas portas a Anunciação a Nossa Senhora, a preto e branco ... ". Consta que em 1529 o Retábulo estava concluido.
Em 1749 a obra foi transferida para outra capela da mesma igreja, a da Santa Maria do Socorro. O retábulo foi desmontado, em 1773, tendo sido substituído por outro. Apenas se conservaram as pinturas das portas do Retábulo, desconhecendo-se o paradeiro das esculturas.

## Descrição
As duas portas do retábulo têm três pinturas cada uma, tendo a de cima uma forma arredondada. Cada uma das seis pinturas tem no topo um rendilhado de arcos entre pontas trilobadas douradas.
As pinturas representam seis episódios da vida de Santo Elói, o santo padroeiro dos ourives. No lado direito, de cima para baixo, estão o Nascimento de São Elói, a Pesagem da sela perante o rei Clotari e a Consagração episcopal de S. Elói  e, do outro, Baptismo de infiéis, Translação do corpo de S. Marçal e Morte de Santo Elói.
O reverso das portas apresenta um único tema, a Anunciação, cena de grande modernidade deve ser associada às lições aprendidas em Roma, dado que uma arte deste nível parece impossível de alcançar apenas a partir de gravuras. A liberdade de Nunes na execução desta obra explica-se porque se tratava de uma simples grisaille no reverso das portas, uma obra com menos exigência por parte do comitente, que  era visível apenas em dias não festivos e em más condições de iluminação.

### Nascimento de Santo Elói
O Nascimento de Santo Elói é a pintura do cimo do lado direito. Representa a cena em que a mãe de Elói numa cama com um sumptuoso dossel é ajudada por duas cuidadoras, enquanto em primeiro plano uma outra ampara o recém-nascido e as três restantes escaldam as fraldas num braseiro. Mede 175 cm de altura por 140,5 de largura.
O conjunto da cama e do dossel e parte das ajudantes inspira-se na xilogravura Nascimento da Virgem (c. 1502-1505) de Dürer. Em geral, há um desejo de criar um espaço contínuo contrapondo dois termos opostos, as mulheres e a cena de fundo, tendo-o Pedro Nunes resolvido parcialmente, já que cria um lapso espacial que não consegue resolver de um ponto de vista elevado, da escola flamenga, nem pelo tratamento da luz, que molda o volume das figuras pelos tons de sombra e de cor, não unificando o todo num conjunto homogéneo.
É possivelmente o resultado de uma combinação pouco hábil de fragmentos de gravuras e de figuras de várias fontes. O desenho está correto e detalhado. Nota-se a descrição detalhada, incluindo texturas, do saco em primeiro plano, da escudela de orelhas, do braseiro de bronze, ou dos penteados. Revela um esforço para adoçar as formas e as dobras dos vestidos com a modulação de tons das cores, e as proporções inconsistentes de algumas figuras ou a repetição amaneirada do mesmo esquema das mãos não quebram o traço de bom artesão do conjunto.